# Jape Art
Jape Art (vrij vertaald: narrenkunst) was een kunstbeweging eind jaren '60. De beweging werd opgericht door Robin Page toen deze verbonden was aan de Leeds College of Art and Design. De beweging wilde de conventionele opvattingen over kunst ondermijnen door er (visuele) grappen over te maken. Jape Art is daarmee een vorm van anti-art. De beweging ging na een korte periode ten onder.

## Betrokken kunstenaars
- Glen Baxter
- Patrick Hughes
- Les Coleman
- Robin Page
- Trevor Winkfield